# Durchsetzfügen

Clinchvorgang als 2D-Animation und Stufensetzfolge

Durchsetzfügen (Synonyme: Druckfügen, Clinchen oder Press Joining, nach einem Patenteinhaber auch Toxen) ist ein Verfahren zum Verbinden von Blech-, Rohr- und/oder Profilteilen ohne Verwendung
eines Zusatzwerkstoffes. Es zählt zur Verfahrensgruppe Fügen durch Umformen, da die Verbindung durch Umformen des Werkstoffs erreicht wird.
Die statischen Festigkeiten liegen im Bereich von etwa 2/3 bis hin zum 1,5-fachen einer vergleichbaren Punktschweißverbindung. Die Dauerfestigkeit ist aufgrund von fehlender Kerbwirkung (bei nicht schneidenden Verbindungen) und nicht vorhandener Wärmeeinflusszone höher als bei Punktschweißverbindungen. Besonders wenn unterschiedliche Blechdicken (Fügeteildicken) verbunden werden müssen, bietet das Clinchen großes Potential. Wenn die Fügerichtung „Dick in Dünn“ eingehalten wird, sind statische Festigkeiten, die das Anderthalbfache der Festigkeit einer Punktschweißverbindung übersteigen, möglich.
Ein weiterer Vorteil ist, dass auch verschiedenartige Materialien und/oder beschichtete Bleche gefügt werden können.
Ein Durchsetzfügewerkzeug besteht aus einem Stempel und einer Matrize. Die zu verbindenden Bleche (Fügeteile) werden durch den Stempel ähnlich wie beim Tiefziehen unter plastischer Deformation in die Matrize gedrückt. Durch eine spezielle Gestaltung der Matrize entsteht eine druckknopfähnliche Form, die die Bleche (Fügeteile) form- und kraftschlüssig miteinander verbindet.
Je nach System bewirkt entweder eine Vertiefung im Boden einer Starrmatrize oder das Nachgeben beweglicher Matrizensegmente, dass die Bleche eine Überschneidung ausbilden. Zu unterscheiden sind hier unter anderem der Rundpunkt, bei dem der Stempel eine runde, gasdichte Vertiefung hinterlässt (siehe Schnittdarstellung), und der Rechteckpunkt, bei dem die Verbindung an zwei Seiten eingeschnitten wird und so die Gasdichtigkeit nicht gegeben werden kann. Dafür können in diesem Verfahren auch höherfeste Materialien miteinander verbunden werden.
Eine Sonderform des Durchsetzfügens ist das Hydrodruckfügen, bei dem ein Hochdruckfluid als Stempelersatz wirkt.

## Verfahrensablauf (Matrize mit beweglichen Matrizensegmenten)
1. Kombiniertes Einsenken und Durchsetzen
2. Stauchen und Breiten
3. Ausfüllen der Gravur
4. Öffnen des beweglichen Matrizensegmentes
5. Seitliches Hinterherfließen

## Verfahrensablauf (Starrmatrize)
1. Kombiniertes Einsenken und Durchsetzen
2. Stauchen und Breiten
3. Ausfüllen der oberen Kontur der Gravur
4. Ausfüllen des Ringkanals
5. Seitliches Hinterfließen des stempelseitigen Ringkanals

## Anwendungsfälle

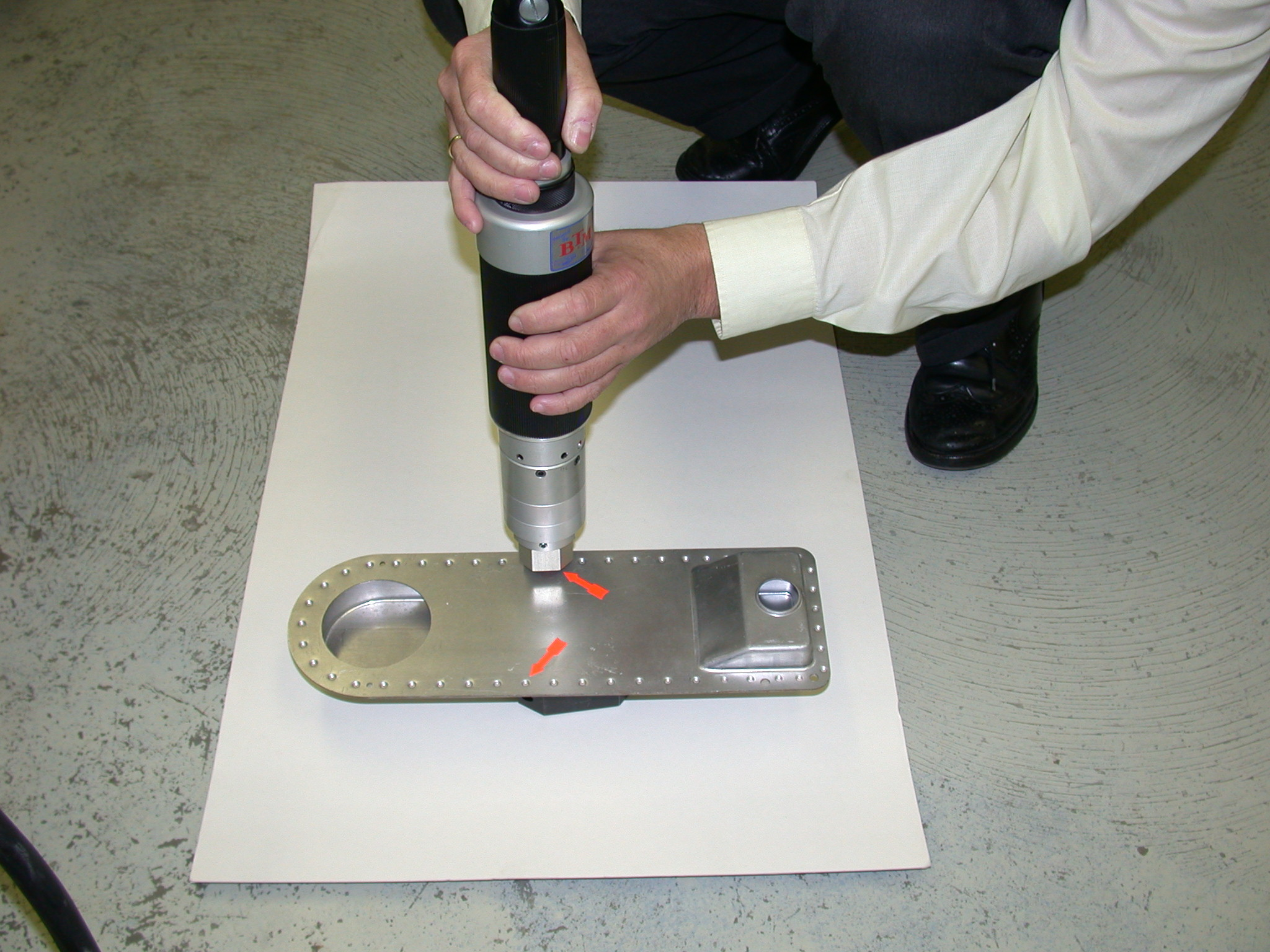
Handgerät zum Durchsetzfügen (Clinchen) mit geclinchtem Werkstück

Das Durchsetzfügen wird häufig in der Automobilfertigung eingesetzt, um Karosserieteile miteinander zu verbinden. Das Verfahren ersetzt hier teilweise das Punktschweißen.
Ein weiterer Schwerpunkt stellt das Durchsetzfügen von weißer Ware (Kühlschränke, Waschmaschinen etc.) dar, weil vorab lackierte Bleche, die beim Blechzulieferer (oft beim Stahlhersteller selbst) bereits beschichtet wurden, eingesetzt werden können. Der Produzent der weißen Ware spart sich dann die eigene teure und aufwändige Lackiererei, denn die Clinchwerkzeuge lassen sich so einstellen, dass lackierte Oberflächen nicht beschädigt werden.
Ein weiterer Anwendungsfall stellt das Durchsetzfügen von Gaszählern dar. Hierbei weist das Clinchen den Vorteil auf, dass stets eine Gasdichtheit erzielt wird, was bei anderen Fügeverfahren nicht immer gegeben ist. Der Prüfaufwand zur Dichtigkeitsprüfung kann so minimiert werden.
Ein Hersteller von Gas-Brennwertthermen hatte seine Produktion auf das Durchsetzfügen umgestellt, weil es unter anderem sehr viel lärmarmer als der frühere Nietvorgang ist. Zudem sind die Werkzeugstandzeiten sehr viel besser.
Oft wird das Clinchen auch verwendet, um die Bauteile bei Klebeverbindungen bis zur Aushärtung des Klebstoffes zu sichern. Dieses Verfahren nennt sich Clinchkleben oder Hybridfügen und wird u. a. im Karosseriebau eingesetzt.

Produktbeispiele
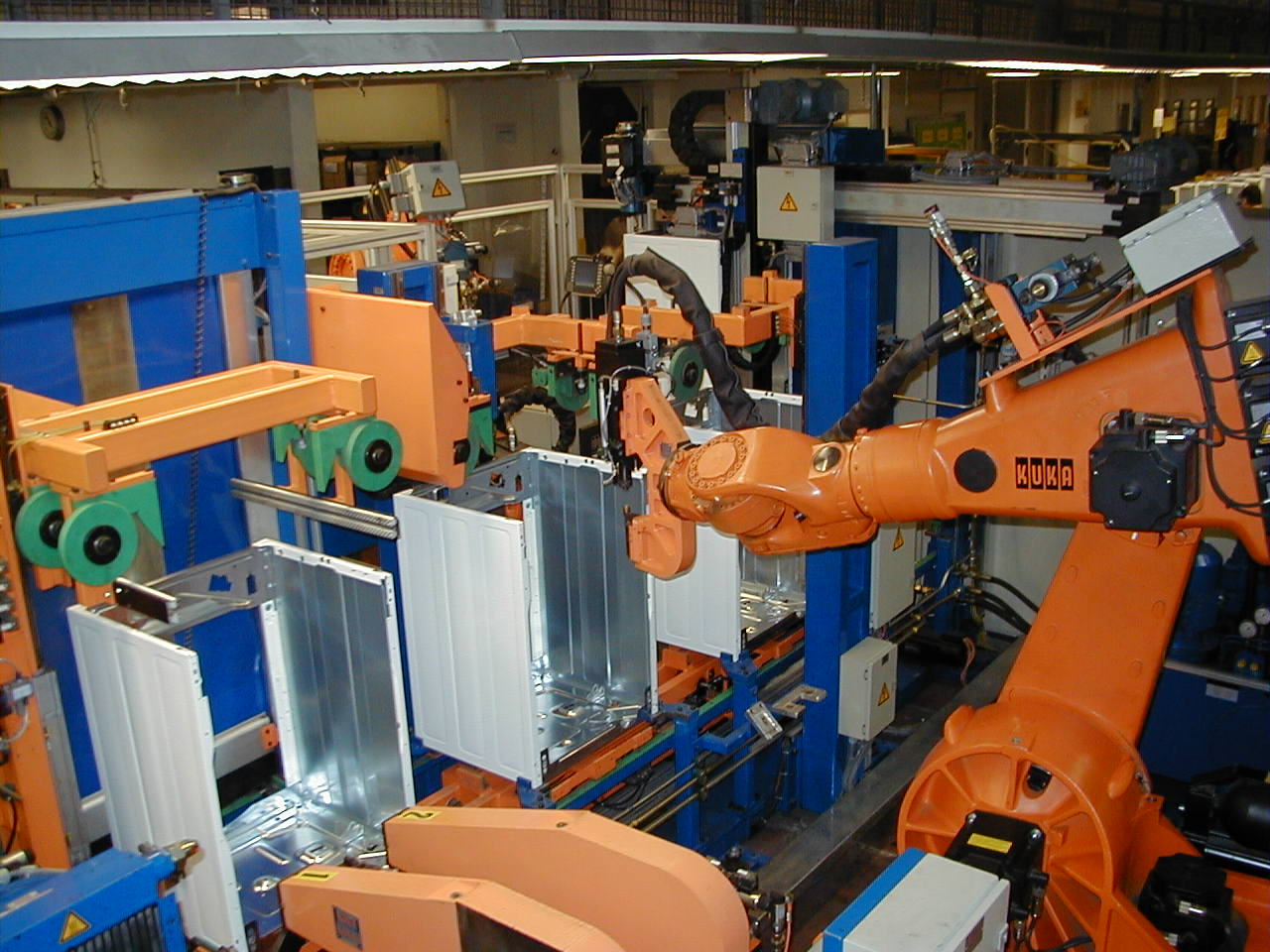
Waschmaschinenproduktion – hier die Station zum Clinchen
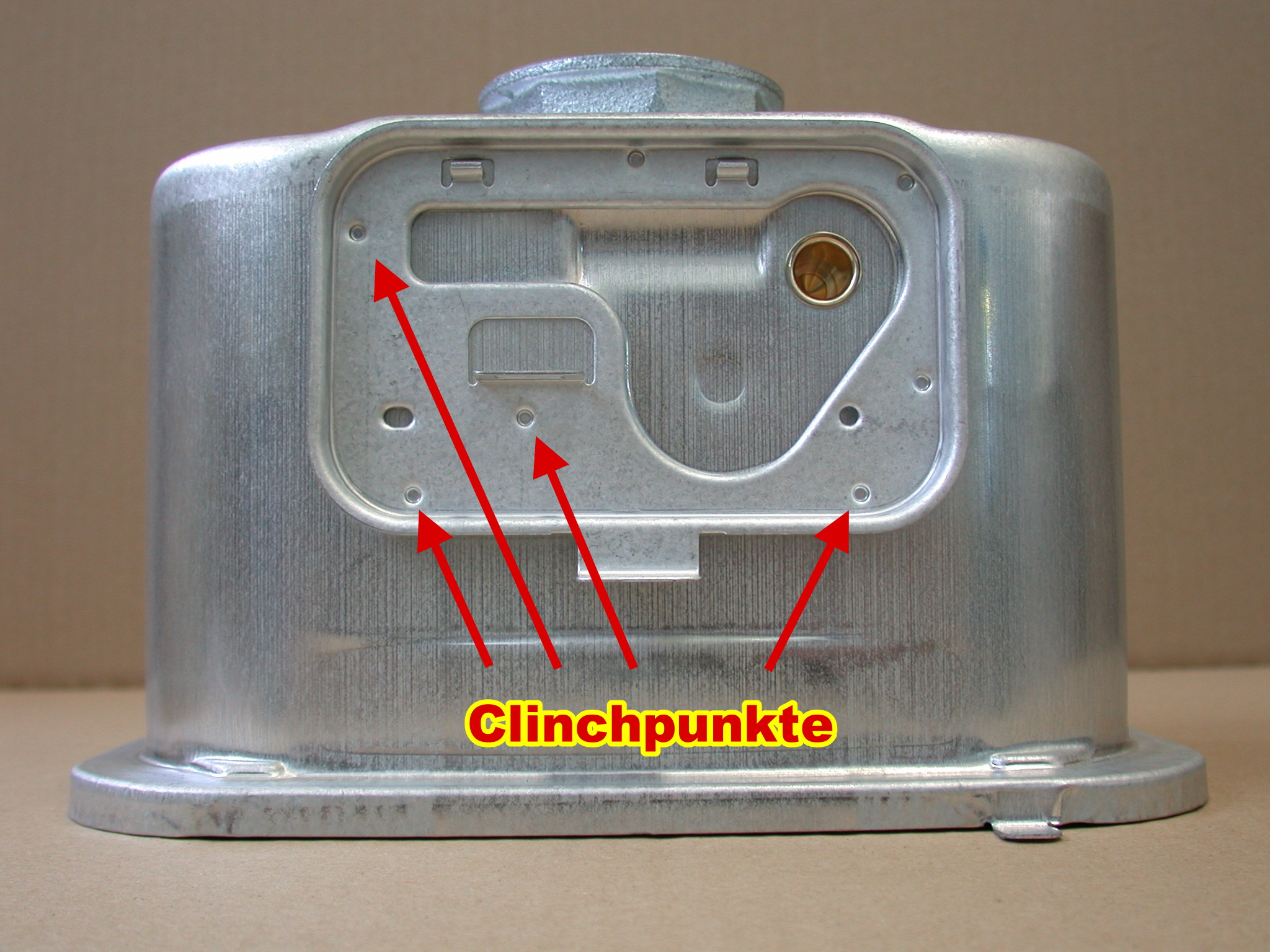
Durchsetzfügen an einem Gaszähler 1
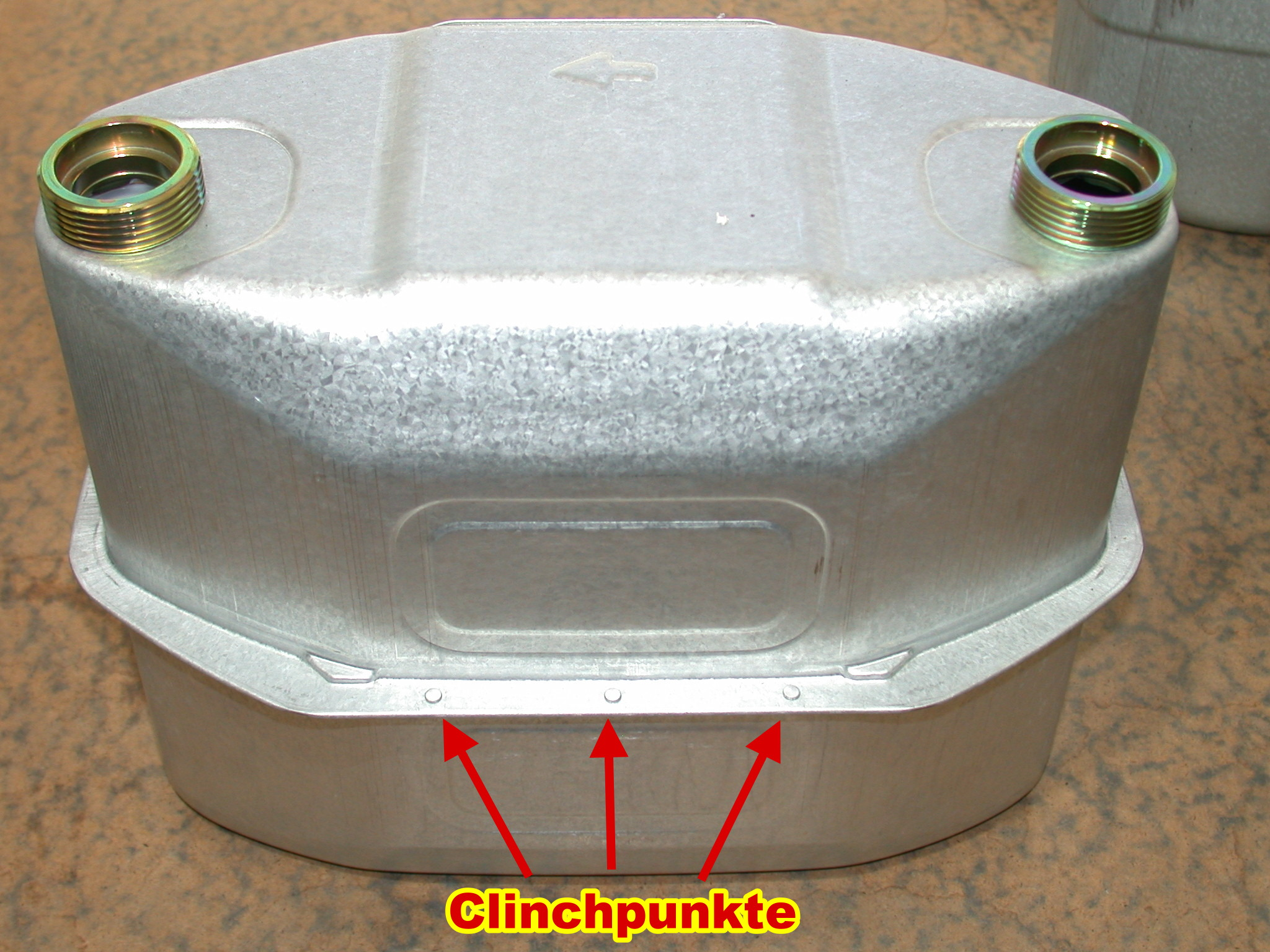
Durchsetzfügen an einem Gaszähler 2
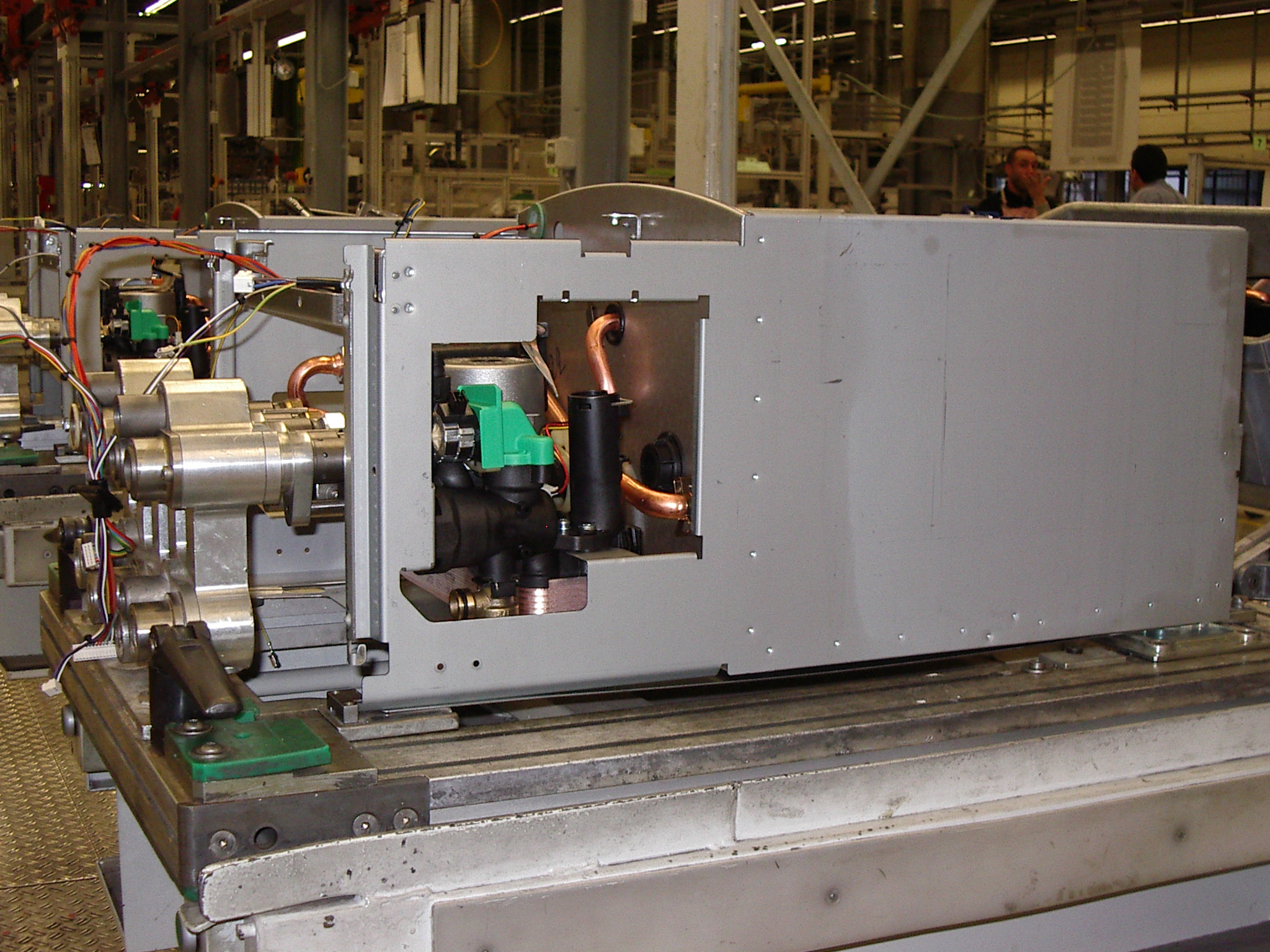
Durchsetzfügen an Gas-Brennwertthermen
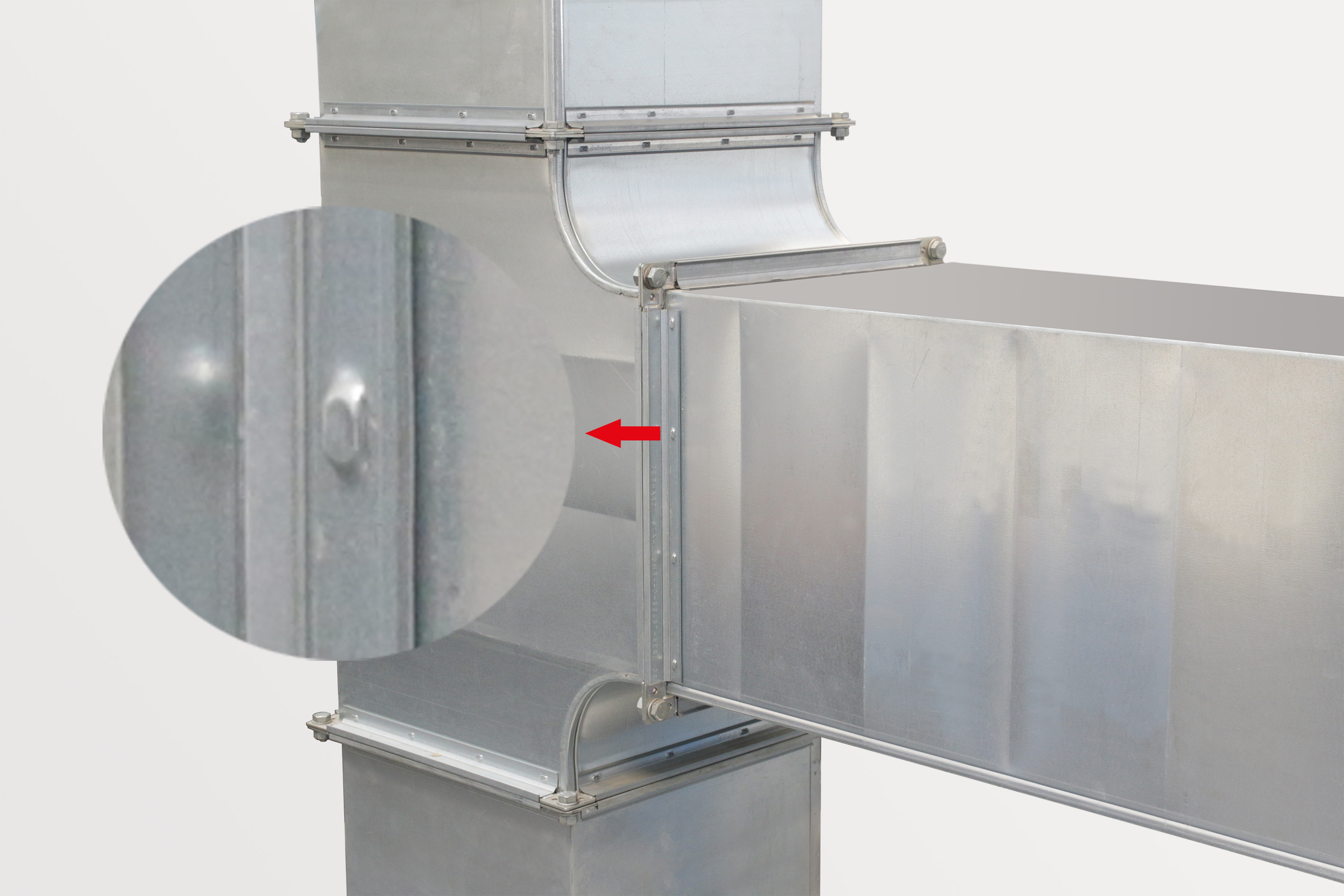
Ein Anwendungsfall aus dem Klima- und Lüftungsbau sind Luftkanäle.
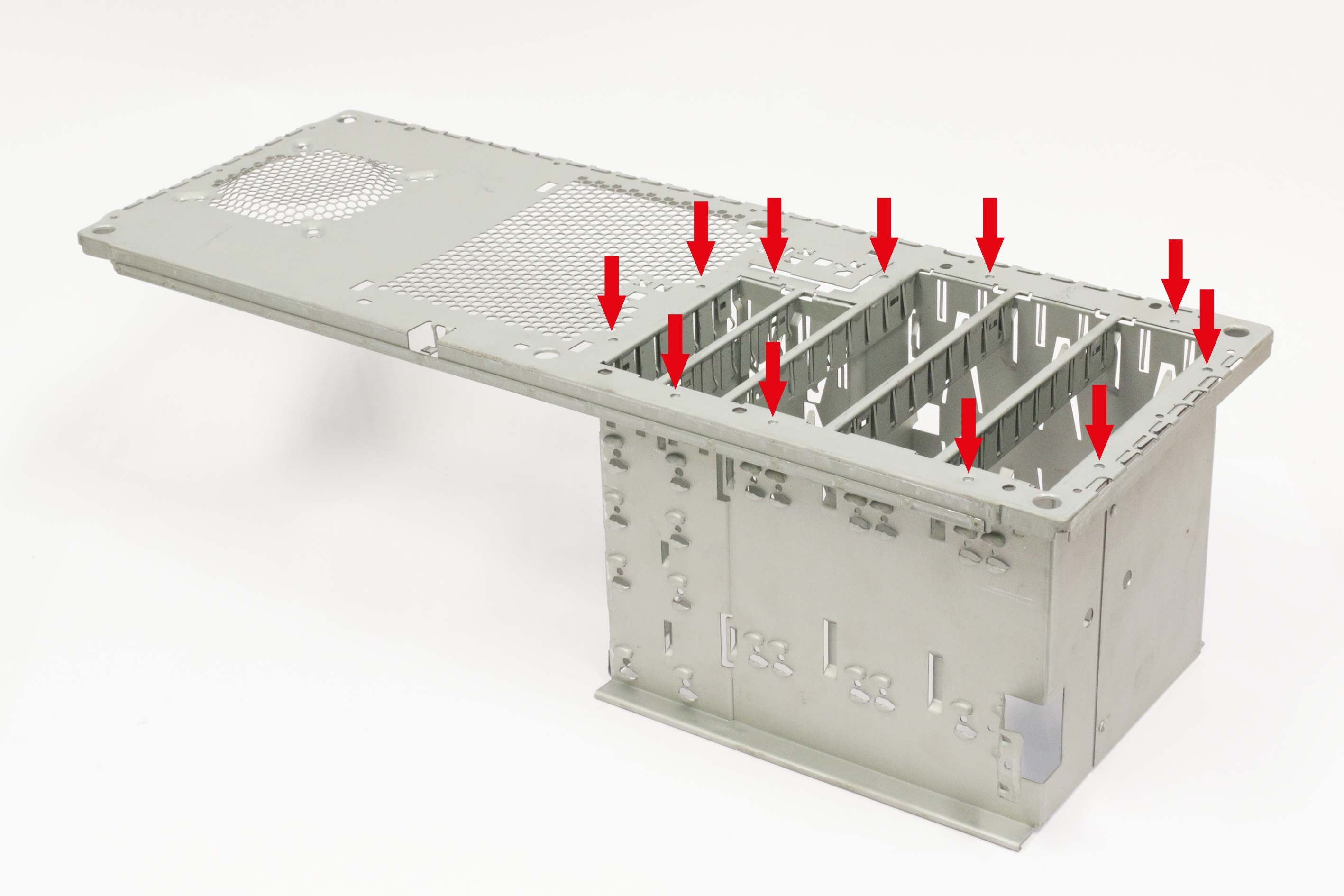
Ein Anwendungsfall aus dem Bereich Computer, Elektrotechnik und Leuchtenindustrie zeigt die Rückwand eines Computergehäuses mit verbundenen Laufwerksträgern.